# Walentin Christow (Gewichtheber, 1994)

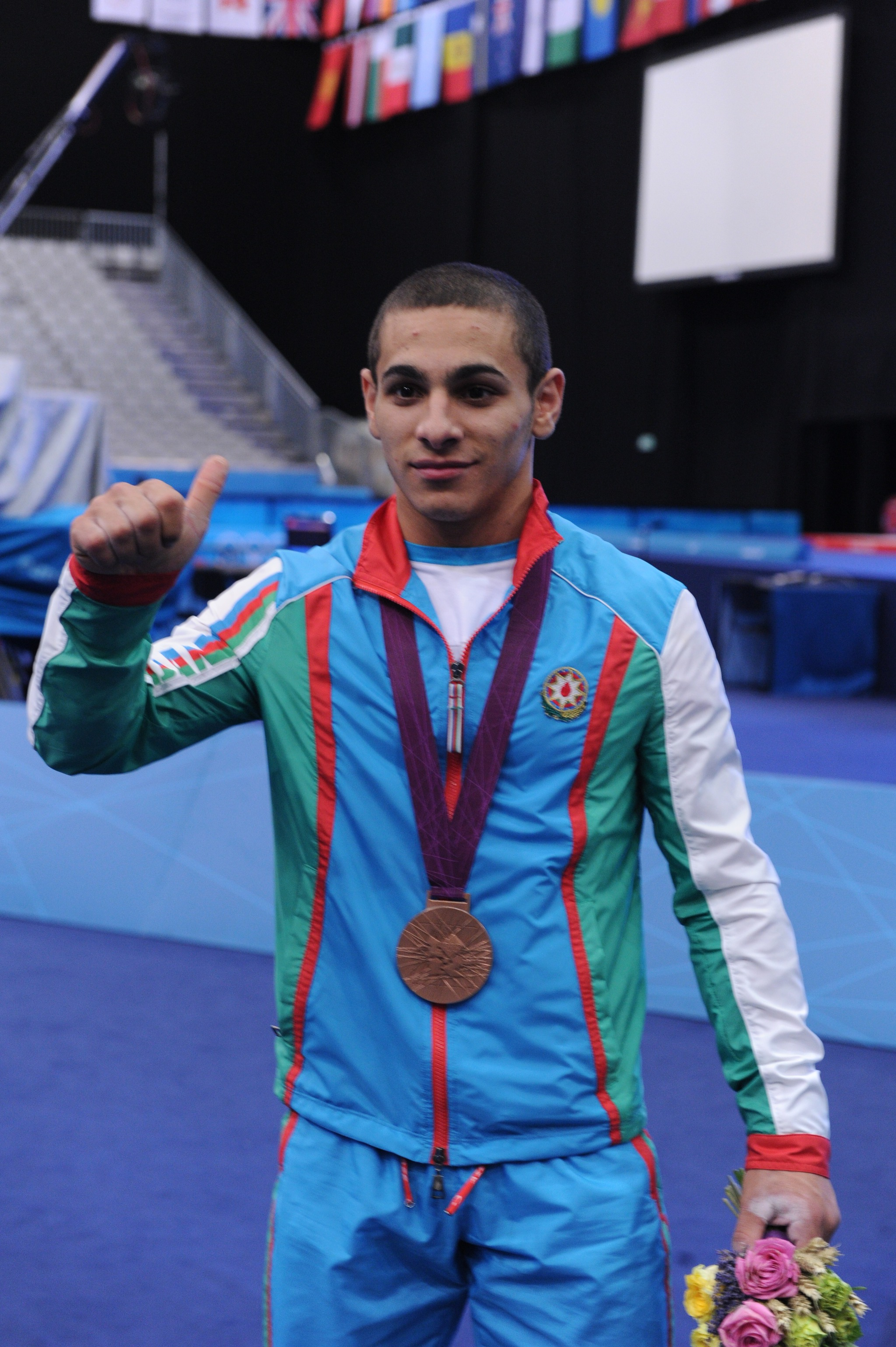
Walentin Christow

Walentin Christow (auch Valentin Christov oder Valentin Xristov geschrieben) geboren als Walentin Christow Snechew (bulgarisch Валентин Христов Снежев; * 30. März 1994 in Schumen, Bulgarien) ist ein bulgarischer bzw. aserbaidschanischer Gewichtheber. Er gewann bei den Olympischen Spielen 2012 in London eine Bronzemedaille im Bantamgewicht, die ihm wegen Dopings aberkannt wurde.

## Werdegang
Walentin Christow kam als Jugendlicher in Bulgarien zum Gewichtheben. Er entwickelte sich wegen seines Talentes sehr schnell und nahm im Mai 2009 in Chiangmai erstmals an einer internationalen Meisterschaft, der Junioren-Weltmeisterschaft (U 17) in der Gewichtsklasse bis 50 kg Körpergewicht teil. Er erzielte dabei im Zweikampf 193 kg (90–103) und kam damit auf den 5. Platz. Im September 2009 startete er bei der Junioren-Europameisterschaft (U 17) in Eilat/Israel. In der Gewichtsklasse bis 50 kg kam er dabei wieder auf eine Zweikampfleistung von 193 kg (90–103), mit der hinter seinem Landsmann Stefan Wasilew Mazarow, der auf 201 kg (91–110) kam, den 2. Platz belegte.
Nachdem 2010 dem bulgarischen Gewichtheber-Verband wegen ständigen Verstoßens gegen das Dopingverbot die öffentlichen Fördergelder gestrichen wurden, stand das bulgarische Gewichtheben praktisch vor dem Aus. Aus diesem Grunde wechselten eine ganze Reihe von bulgarischen Gewichthebern und Trainerin nach Aserbaidschan, wo sie eine bessere finanzielle Ausstattung als in Bulgarien, bekamen. So soll der aserbaidschanische Gewichtheber-Verband für die Freigabe von Walentin Christow Snechew umgerechnet ca. 450.000,-- Euro gezahlt haben. Seit 1. Januar 2011 startet Walentin Christow deshalb für Aserbaidschan. Dort wurde der ehemalige bulgarische Weltmeister Slatan Wanew, ebenfalls mehrfacher Dopingsünder, sein Trainer.
Bei der Weltmeisterschaft 2011 in Paris ging er erstmals für Aserbaidschan an den Start. Im Bantamgewicht erreichte er im Zweikampf 276 kg (122–154) und gewann damit im Zweikampf die Bronzemedaille und mit seiner Leistung von 154 kg im Stoßen die Bronzemedaille.
2012 wurde Walentin Christow in Antalya Europameister im Bantamgewicht mit einer Zweikampfleistung von 280 kg (125–155). Dazu gewann er mit seinen Einzelleistungen im Reißen und im Stoßen jeweils eine EM-Goldmedaille. Bei den Olympischen Spielen dieses Jahres in London steigerte er sich im Bantamgewicht auf 286 kg (127–159) und gewann damit hinter Om Yun-chol, Nordkorea, 293 kg (125–168) und Wu Jingbao, China, 289 kg (122–156) eine olympische Bronzemedaille (2019 nachträglich aberkannt).
Bei der Europameisterschaft 2013 in Tirana trat Christow gedopt an und erschlich sich im Federgewicht mit seiner Zweikampfleistung von 312 kg (137–175) die EM-Titel im Zweikampf, Reißen und Stoßen.
Im Mai 2013 wurde er in Lima Junioren-Weltmeister (U 20) im Federgewicht. Er erzielte dabei im Zweikampf 316 kg (138–178) und gewann damit auch die WM-Einzeltitel im Reißen und Stoßen.

## Doping
Die spätere Auswertung der bei der Europameisterschaft in Tirana genommenen Dopingprobe ergab, dass Christow mit Dehydrochlormethyltestosteron gedopt war. Ihm wurden daraufhin vom internationalen Gewichtheber-Verband IWF wegen Dopings alle bei der Europameisterschaft 2013 und bei der Junioren-Weltmeisterschaft 2013 gewonnenen Titel und Medaillen entzogen. Außerdem wurde er vom 9. April 2013 bis 9. April 2015 für alle Wettkämpfe gesperrt. Aufgrund der Untersuchungsergebnisse von Dopingproben, die bei den Olympischen Spielen 2012 in London genommenen worden waren, wurde Christow, wie auch vier weitere Gewichtheber, am 23. Dezember 2018 vom Weltverband IWF suspendiert. Das Internationale Olympische Komitee gab am 29. März 2019 die endgültige Aberkennung der Medaille bekannt.

## Internationale Erfolge
| Jahr | Platz | Wettbewerb                         | Gewichtsklasse | Ergebnisse |
| 2009 | 5.    | Junioren-WM (U 17) in Chiangmai    | bis 50 kg      | mit 193 kg (90–103), Sieger: Lu Yuntao, China, 213 kg (93–120)                                                                        |
| 2009 | 2.    | Junioren-EM (U 17) in Eilat/Israel | bis 50 kg      | mit 193 kg (90–103) hinter Stefan Wasilew Mazarow, Bulgarien, 201 kg (91–110)                                                         |
| 2011 | 3.    | WM in Paris                        | Bantam         | mit 276 kg (122–154), hinter Wu Jingbao, China, 292 kg (133–159) und Zhab Chaojun, China, 284 kg (128–156)                            |
| 2012 | 1.    | EM in Antalya                      | Bantam         | mit 280 kg (125–155), vor Oleg Sîrghi, Moldawien, 262 kg (116–146) und Gochan Kilic, Türkei, 257 kg (121–136)                         |
| 2012 | 1.    | IWF-Grand-Prix in Baku             | Feder          | mit 302 kg (132–170), vor Umurbek Bazarbajew, Turkmenistan, 282 kg (130–152) und Zulfugar Suleymanow, Aserbaidschan, 280 kg (122–158) |
| 2013 | disq. | EM in Tirana                       | Feder          | mit 312 kg (137–175) ursprünglich 1. im Zweikampf, Reißen und Stoßen; wegen Dopings jedoch nachträglich disqualifiziert               |
| 2013 | disq. | Junioren-WM (U 20) in Lima         | Feder          | mit 316 kg (138–178) ursprünglich 1. im Zweikampf, Reißen und Stoßen; wegen Dopings jedoch nachträglich disqualifiziert               |

## WM + EM-Einzelmedaillen
- WM-Bronzemedaille: 2011/Stoßen
- EM-Goldmedaillen: 2012/Reißen – 2012/Stoßen

Erläuterungen
- alle Wettkämpfe im Zweikampf, bestehend aus Reißen und Stoßen
- Bantamgewicht, Gewichtsklasse bis 56 kg, Federgewicht, bis 62 kg Körpergewicht
- OS = olympische Spiele, WM = Weltmeisterschaft, EM = Europameisterschaft